# Cambridge (wieś w stanie Nowy Jork)
Cambridge – wieś w Stanach Zjednoczonych, w stanie Nowy Jork, w hrabstwie Washington.